# Mijn hart kan dat niet aan
Mijn hart kan dat niet aan is een single van de Nederlandse zangeres Frédérique Spigt uit 1998. Het stond in 1998 als tweede track op het album Engel.

## Achtergrond
Mijn hart kan dat niet aan is geschreven door Huub van der Lubbe en Leo van de Ketterij. In het Nederlandstalige softrocklied zingt de liedverteller over een relatiebreuk en liefdesverdriet. Het lied was de inzending van Spigt voor het Nationale Songfestival van 1998. Het lied was door Van der Lubbe en Van de Ketterij geschreven voor de band BLØF voor het festival, maar deze besloten toch om niet deel te nemen. Spigt bereikte met het lied de derde plaats op het Nationaal Songfestival, die werd gewonnen door Edsilia Rombley met Hemel en aarde. Het lied was de start van de Nederlandstalige carrière van de zangeres, waar zij eerst in het Engels zong bij de bands I've Got The Bullets en A Girl Called Johnny.

## Hitnoteringen
Het lied had bescheiden successen in Nederland. In de Mega Top 100 piekte het op de 69e plaats in de zes weken dat het in deze lijst te vinden was. Het behaalde geen notering in de Top 40, maar bleef steken op de negende plaats in de Tipparade.

## Covers
Het lied is over de jaren verschillende keren gecoverd. Liedschrijver Van der Lubbe nam het lied bijvoorbeeld op voor zijn album Concordia. Voor het verzamelalbum Hier - Het beste van 20 jaar BLØF van BLØF is het lied uiteindelijk toch wel door de band gezongen. Een andere heruitvoering was tijdens de Nederlandse uitvoering van The Passion in 2022. Deze versie werd ingezongen door Soy Kroon, Dennis Weening en Thomas Cammaert.